# Reuthen
Reuthen (in basso sorabo Ruśi) è una frazione del comune tedesco di Felixsee, nel Land del Brandeburgo.

## Storia
Nel 2003 il comune di Reuthen venne soppresso e aggregato al comune di Felixsee.